# Bubalornis
Bubalornis är ett litet fågelsläkte i familjen vävare inom ordningen tättingar. Släktet omfattar endast två arter som förekommer i Afrika söder om Sahara:
- Vitnäbbad buffelvävare (B. albirostris)
- Rödnäbbad buffelvävare (B. niger)